# Ernst David Wagner
Ernst David Wagner, född 18 februari 1806 i Dramburg, död 4 maj 1883, var en tysk organist, musikdirektör och kompositör i Berlin.

## Biografi
Ernst David Wagner föddes 1806 i Dramburg. Han var en kunglig musikdirektör och organist i Berlin. Wagner var även kompositör och skrev verk för piano.